# Соевая паста

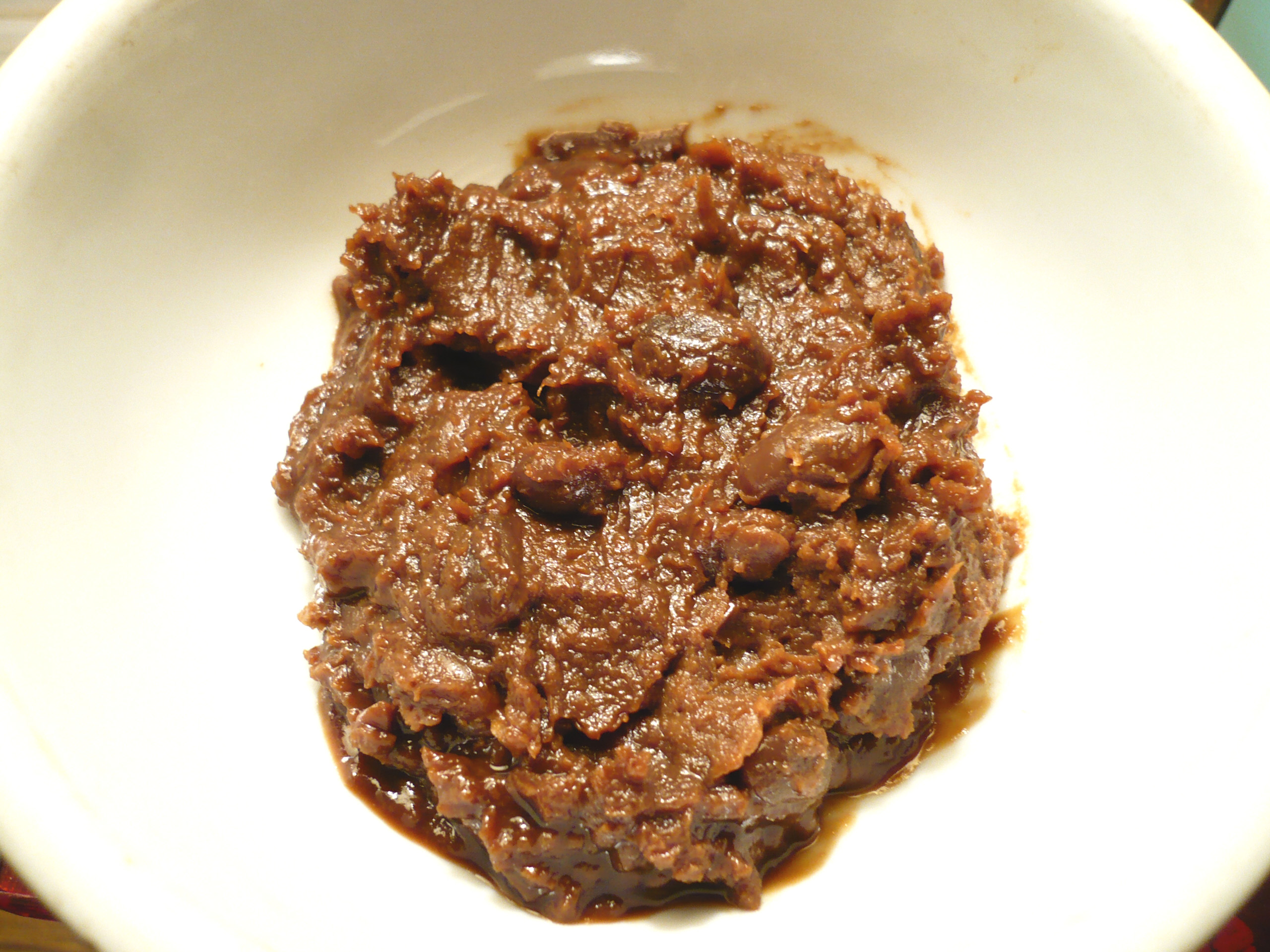
Твенджан

Соевая паста — азиатское ферментированное блюдо, готовящееся из перебродивших соевых бобов. Кроме сои, в состав могут входить другие бобы, например, садовые бобы.
Паста содержит глутамат натрия и имеет солёный вкус и вкус умами, однако некоторые виды пасты острые. Соевой пастой приправляют мясо, овощи, супы и другие блюда. Цвет варьируется от светло-коричневого до тёмного красно-коричневого. Отличия в цвете отражают разные способы приготовления, условия ферментации, возможное добавление муки, риса или сахара, также влияет то, были ли бобы предварительно обработаны.
Из соевой пасты готовится несколько типов соевого соуса, например, японской разновидности — «тамари».
Белок при ферментации высвобождает много глутамина, которые смешиваются с солью и превращаются в глутамат натрия.

## Разновидности

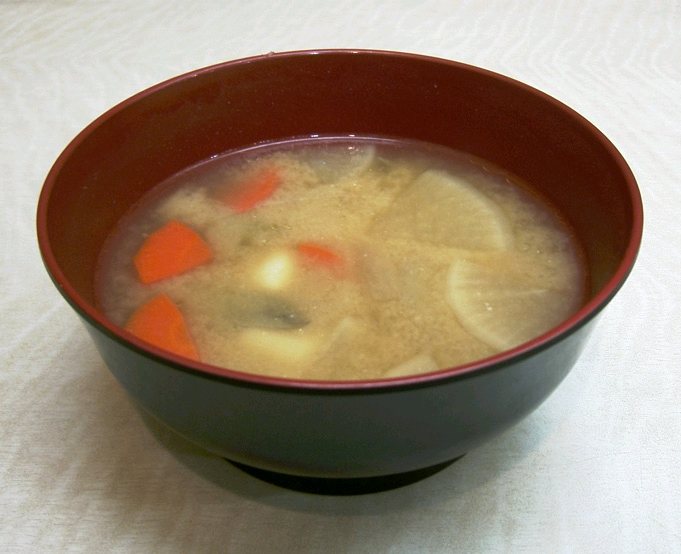
Мисосиру — японский суп с мисо

| Название                                                             | Кухня         |
| -------------------------------------------------------------------- | ------------- |
| Доубаньцзян (кит. трад. 豆瓣醬, упр. 豆瓣酱, пиньинь dòubànjiàng)    | китайская     |
| Доучи (кит. трад. 豆豉, пиньинь dòuchǐ)                              | китайская     |
| Тяньмяньцзян (кит. трад. 甜麵醬, упр. 甜面酱, пиньинь tiánmiànjiàng) | китайская     |
| Доуцзян (кит. трад. 豆醬, упр. 豆酱, пиньинь dòujiàng)               | китайская     |
| Хуанцзян (кит. трад. 黄酱, пиньинь huángjiàng)                       | китайская     |
| Дацзян (кит. трад. 大酱, упр. 大醬, пиньинь dàjiàng)                 | китайская     |
| Мисо (яп. 味噌)                                                      | японская      |
| Твенджан                                                             | корейская     |
| Кочхуджан                                                            | корейская     |
| Чхонъгукджан                                                         | корейская     |
| Тыонг                                                                | вьетнамская   |
| Таучо                                                                | индонезийская |